# 博罗瓦市镇
博罗瓦镇级市镇（烏克蘭語：Борівська селищна громада）是乌克兰哈爾科夫州伊久姆區的一个市镇，行政中心为博罗瓦。市镇面积为879.4平方公里，人口数量为15,972人（2020年）。

## 定居点
该市镇包括一个市级镇（博罗瓦）、36个村庄和一个乡村居民点（佩尔绍特拉夫内韦）。村庄列表如下：
- 安德里伊夫卡
- 巴赫京
- 博古斯拉夫卡
- 博伊尼
- 博里夫西卡安德里伊夫卡
- 維什涅韋
- 上索洛內
- 哈夫里利夫卡
- 格盧先科韋
- 戈盧比夫卡
- 霍羅霍瓦特卡
- 德魯熱柳比夫卡
- 扎格里佐韋
- 澤列尼蓋
- 伊久姆西克
- 卡利諾韋
- 科潘基
- 洛佐瓦
- 小伊夫卡
- 米爾涅
- 下茹拉夫卡
- 下索洛內
- 新克魯赫利亞基夫卡
- 新米爾
- 新普拉托尼夫卡
- 新塞爾希伊夫卡
- 奧利吉夫卡
- 帕爾努瓦捷
- 皮德維索克
- 皮德利曼
- 皮斯基-拉迪基夫斯基
- 斯捷波韋
- 切爾沃內斯塔夫
- 切爾涅希納
- 希基夫卡
- 亞西努瓦泰